# Alberto Bretón Rodríguez
Alberto Bretón Rodríguez, né le 12 septembre 1964 à Logroño, est un homme politique espagnol ayant appartenu au Parti populaire (PP).
Il est délégué du gouvernement à La Rioja entre décembre 2011 et juin 2018.

## Biographie

### Vie privée
Il est marié et père de deux enfants.

### Formation et vie professionnelle
Étudiant de l'université de Saragosse, il est titulaire d'une licence en droit. Il possède un master en droit et conseil fiscal, obtenu au centre d'études supérieures entrepreneuriales de Madrid. Il est diplômé en direction et gestion publique. Il est fonctionnaire de l'administration régionale de La Rioja.

### Une longue carrière régionale
Il est avocat du gouvernement de La Rioja de janvier 1993 à avril 1996 puis chef du service de conseil juridique du gouvernement de juillet 1999 à 2002. À cette date, il est nommé conseiller au Développement autonomique et aux Administrations publiques du gouvernement régional jusqu'en juillet 2003. Il change alors d'attributions et se charge des Administrations publiques et de la Politique locale jusqu'en juillet 2007. Il est élu député au Parlement de La Rioja pour la Ve législature régionale puis est nommé directeur général des services juridiques du gouvernement autonomique en juillet 2011. Il quitte son poste en novembre lorsqu'il est élu sénateur lors des élections générales de 2011.

### Délégué du gouvernement
Le 31 décembre 2011, il est nommé délégué du gouvernement à La Rioja par le président du gouvernement Mariano Rajoy. En conséquence, il abandonne son mandat de parlementaire national. Il est remplacé en juin 2018 en raison de l'alternance politique à la tête de l'exécutif espagnol.

### Fondation de Por La Rioja
Alberto Bretón est élu député au Parlement de La Rioja après avoir concouru en cinquième position sur la liste du PP lors des élections de mai 2019. Il démissionne en janvier 2023 et quitte le parti.
Le 22 février 2023, il lance, en présence de 300 personnes, un nouveau parti politique, baptisé Por La Rioja (en français : « Pour La Rioja ») et formé par d'anciens militants du Parti populaire opposés à la désignation de Gonzalo Capellán comme chef de file électoral sans congrès préalable — comme lui — et d'ex-adhérents du Partido Riojano (PR+) pourfendeurs de la coalition avec Espagne Vidée. Il est proclamé, le 18 mars, secrétaire général de Por La Rioja, étant le seul candidat à ce poste, lors du congrès fondateur du parti à Logroño. Moins de deux semaines plus tard, le parti le désigne tête de liste aux élections municipales à Logroño.